# Gerard Krefft
Pour l'ichtyologue allemand du XXe siècle (1912-1993), voir Gerhard Krefft.
Johann Ludwig Gerard Krefft est un  naturaliste australien d’origine allemande, né le 17 février 1830 à Brunswick et mort le 19 février 1881 à Woolloomooloo, une banlieue de Sydney.

## Biographie
Il tente d’abord sa chance comme homme d’affaires et émigre aux  États-Unis en 1851. Il vit quelque temps à New York comme artiste avant de partir en juillet 1852 pour l’Australie, destination alors fort prisée par les chercheurs d’or.
Il travaille dans une mine jusqu’en 1857 avant de s’installer à Melbourne. Il est recruté par Sir Frederick McCoy (1817 ou 1823-1899) pour le poste d’assistant-conservateur et d’illustrateur au Muséum australien d’histoire naturelle de Sydney et en devient le directeur en 1861.
Mais Krefft est constamment en conflit avec l’administration chargée des musées, et notamment avec son président William John Macleay (1820-1891). Finalement, Krefft est renvoyé en 1874 mais il refuse de quitter son poste et se barricade dans son bureau. On doit le porter dehors dans son fauteuil et l’abandonner sur le trottoir du muséum.
Considérant son licenciement illégal, Krefft poursuit l’administration et finit par obtenir un fort dédommagement mais pas l'autorisation de réintégrer ses fonctions précédentes.
Il s’intéresse à de nombreux sujets d’histoire naturelle, des vertébrés aux invertébrés ainsi qu’à la paléontologie. Il publie une centaine d’articles scientifiques et plusieurs livres dont The Snakes of Australia (1869) et The Mammals of Australia (1871) dont il paye intégralement le tirage.